# Somogy Vármegyei Büntetés-végrehajtási Intézet
A Somogy Vármegyei Büntetés-végrehajtási Intézet büntetés-végrehajtási szerv Somogy vármegye székhelyén, Kaposváron. Költségvetési szerv, jogi személy. 
Alaptevékenysége a külön kijelölés által meghatározott körben:
- az előzetes letartóztatással,
- a biztonsági és egyéb fontos okból elhelyezett elítéltek szabadságvesztésével, továbbá
- az elzárással

összefüggő büntetés-végrehajtási feladatok ellátása. 
Felügyeleti szerve a Belügyminisztérium, szakfelügyeletet ellátó szerve a Büntetés-végrehajtás Országos Parancsnoksága. 
Címe: 7400 Kaposvár, Kossuth Lajos u. 19.

## Története
- A területet 1902-ben kapta meg az  Igazságügyi Minisztérium  a Magyar Királyi Kincstártól. Az Igazságügyi Palota építését 1908–ban fejezték be.

- Az épületet 1909-ben adták át rendeltetésének (az alapító okirat szerint 1905-ben létesítették). Tervezői: Marton Ákos, Károly Kázmér (Károlyi Emil?) és Roner Márkus (Riemer Márk?).[1]

- A börtön az 1900-as évek elvárásainak megfelelő építészeti és felszerelési megoldásokkal rendelkezett. A fogvatartottakat intézet-fenntartási és kosárfonási munkával foglalkoztatták. A 100-150 rab őrzéséről 21 főnyi őrség gondoskodott.

- 1944 végén és 1945 elején az intézet – a bírósági épülettel együtt – pár hónapig hadikórházként működött, de 1945 júniusától ismét börtönként funkcionált.

- Átfogó korszerűsítésre először 1960-ban került sor, amikor a létesítményt rákötötték a víz- és csatornahálózatra és a „küblirendszert” kiváltva bevezették a zárkákba a folyóvizet, valamint vízöblítéses WC-ket szereltek fel.

- 1974-ben vezetékes rádió-, 1988-ban videó hálózatot építettek ki. A központi fűtést 1988-ban vezették be.

A fogvatartottak foglalkoztatását költségvetési keretek között biztosítják.